# الموضع (الرضمة)

تعديل مصدري - تعديل

الموضع هي إحدى قرى عزلة بني قيس بمديرية الرضمة التابعة لمحافظة إب، بلغ تعداد سكانها 220 نسمة حسب تعداد اليمن لعام 2004.